# Felix Dreyschock

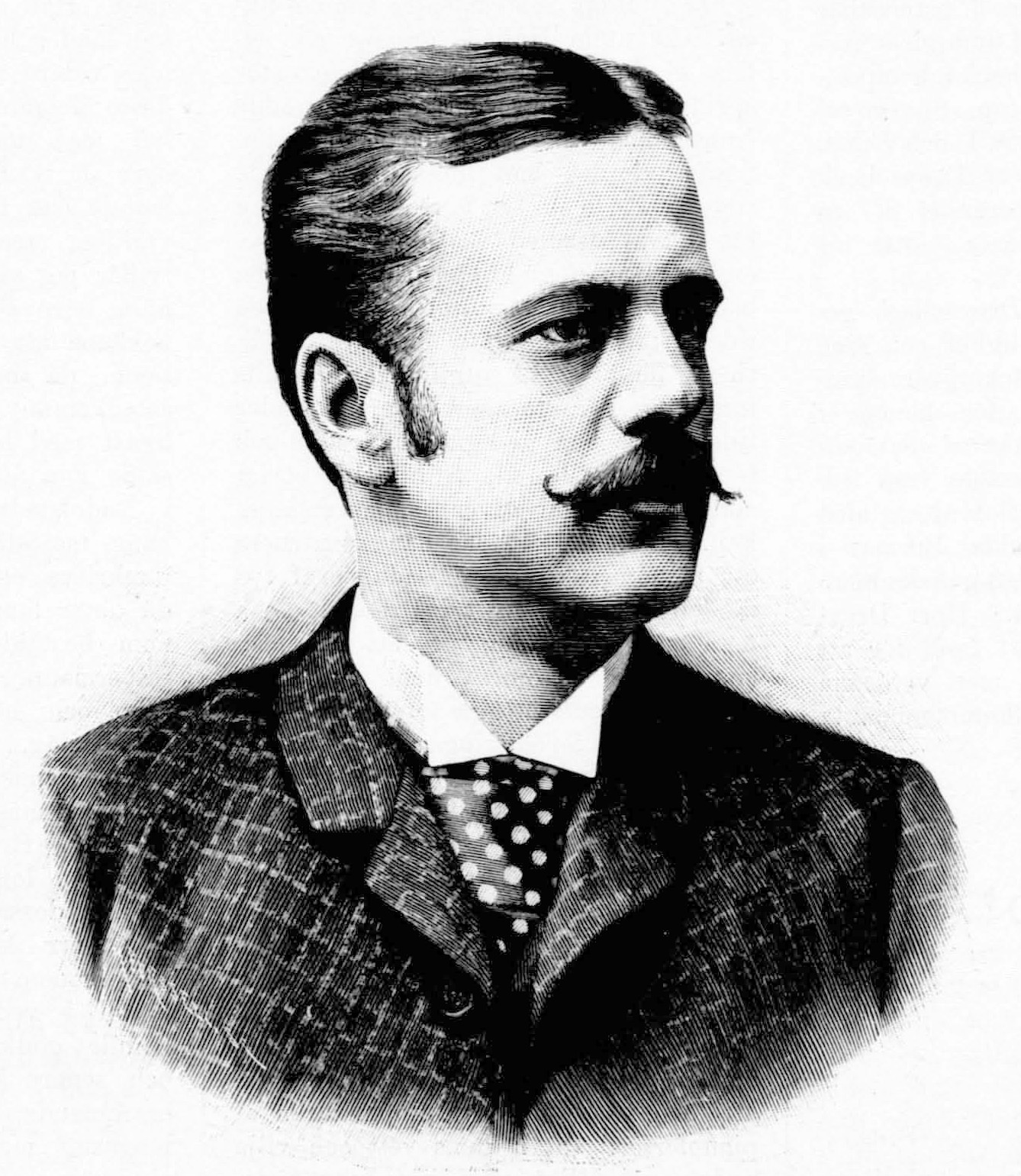
Felix Dreyschock (1889)

Felix Dreyschock (* 27. Dezember 1860 in Leipzig; † 1. August 1906 in Berlin) war ein deutscher Pianist, Komponist und Musiklehrer.

## Leben
Felix Dreyschock war der Sohn des zweiten Konzertmeisters am Leipziger Gewandhausorchester Raimund Dreyschock (1824–1869) und seiner Ehefrau, der Sängerin und Gesangslehrerin Elisabeth Dreyschock (1834–1911). Der Klaviervirtuose Alexander Dreyschock (1818–1869) war sein  Onkel.
Als Felix acht Jahre alt war, starb sein Vater, und die Mutter zog mit ihm nach Berlin, wo sie ihre Gesangsschule weiterbetrieb. Felix wählte das Klavier als sein Instrument und nahm Unterricht am Stern’schen Konservatorium bei Friedrich Kiel (1821–1885), ab 1875 an der Königlichen Hochschule für Musik bei Ernst Rudorff (1840–1916) und privat bei Heinrich Ehrlich (1822–1899).
1883 debütierte er als Klaviersolist. Konzertreisen führten ihn auch ins Ausland, unter anderem 1886 und 1889 nach Schweden. Von 1889 bis 1905 unterrichtete er Klavierspiel am Stern’schen Konservatorium.

## Werk
Sein kompositorisches Werk umfasst neben zahlreichen Stücken für Klavier auch Lieder, darunter nach Gedichten von Heinrich Heine und Paul Heise, sowie eine Violinsonate (d-Moll op. 15) und ein Klavierkonzert (Es-Dur op. 9).
In MGG wird über seine Klavierstücke geurteilt: Sie „gehören zu einer Salonmusik besserer Art, zeichnen sich durch einen ebenso bequemen wie gediegenen Satz aus und erweisen sich als brauchbare Unterrichtsliteratur“.